# Potez 840
Dimensions
Le Potez 840 était un avion quadrimoteur français monoplan destiné au transport de 18 passagers. Il fut le dernier appareil à porter le nom Potez.

## Développement
Le Potez 840 se présentait comme un monoplan à aile basse cantilever de construction métallique doté d’un train d’atterrissage tricycle escamotable. Il pouvait emporter un équipage de trois personnes tandis que la cabine accueillait 18 passagers. L’appareil était propulsé par quatre turbopropulseurs Turboméca Astazou II développant 440 ch (328 kW), montés sur le bord d'attaque des ailes avec des hélices tripales Ratier-Figeac.
Le prototype a effectué son vol inaugural le 29 avril 1961. Un deuxième appareil doté de turbopropulseurs Turbomeca Astazou XII plus puissants développant 600 ch (447 kW) l’a rejoint dans les airs en juin 1962. Cet appareil a notamment effectué une tournée commerciale en Amérique du Nord grâce à Turbo-Flight. Deux appareils seulement virent le jour dont un destiné aux essais statiques (no 04).
Les deux exemplaires suivants furent conçus comme Potez 841 propulsés par quatre Pratt & Whitney Canada PT6A-6 de 550 ch (417 kW). Deux autres exemplaires modifiés et dotés de turbines Aztazou ont été produits, l’un en 1965 et l’autre en 1967.

## Variantes
- Potez 840 : version à turbopropulseur Astazou, 4 exemplaires
- Potez 841 : version à turbopropulseur PWC PT6, 2 exemplaires
- Potez 842 : version modifiée à turbopropulseur Astazou, 2 exemplaires

## L’échec commercial
À l’issue d’un vol de démonstration effectué à l’intention de journalistes le 12 mars 1963, Henry Potez lui-même annonce le lancement de la fabrication en série de douze appareils. L’usine Potez de Toulouse-Blagnac doit assurer le montage du fuselage et l’assemblage final tandis que l’établissement Morane-Saulnier de Tarbes-Ossun doit fabriquer les voilures.
L’optimisme qui règne alors laisse entrevoir un premier vol de cet appareil de série pour mars 1964. Il était prévu de produire le Potez 840 dans une usine située à Baldonnel, en Irlande grâce à une aide financière reçue du gouvernement irlandais. L’usine ferma malheureusement ses portes en 1968 sans qu’aucun exemplaire ne sorte des chaînes.
Les débouchés envisagés semblaient pourtant multiples, notamment en Allemagne et en Grande-Bretagne mais aussi en Afrique où ses 3 000 km de distance franchissable et sa configuration quadrimoteur auraient pu être un gage de réussite. Le Service de la navigation aérienne ainsi que le Groupement des liaisons aériennes ministérielles (G.L.A.M.) auraient manifesté leur intérêt pour l’appareil.

## Vie opérationnelle du Potez 840

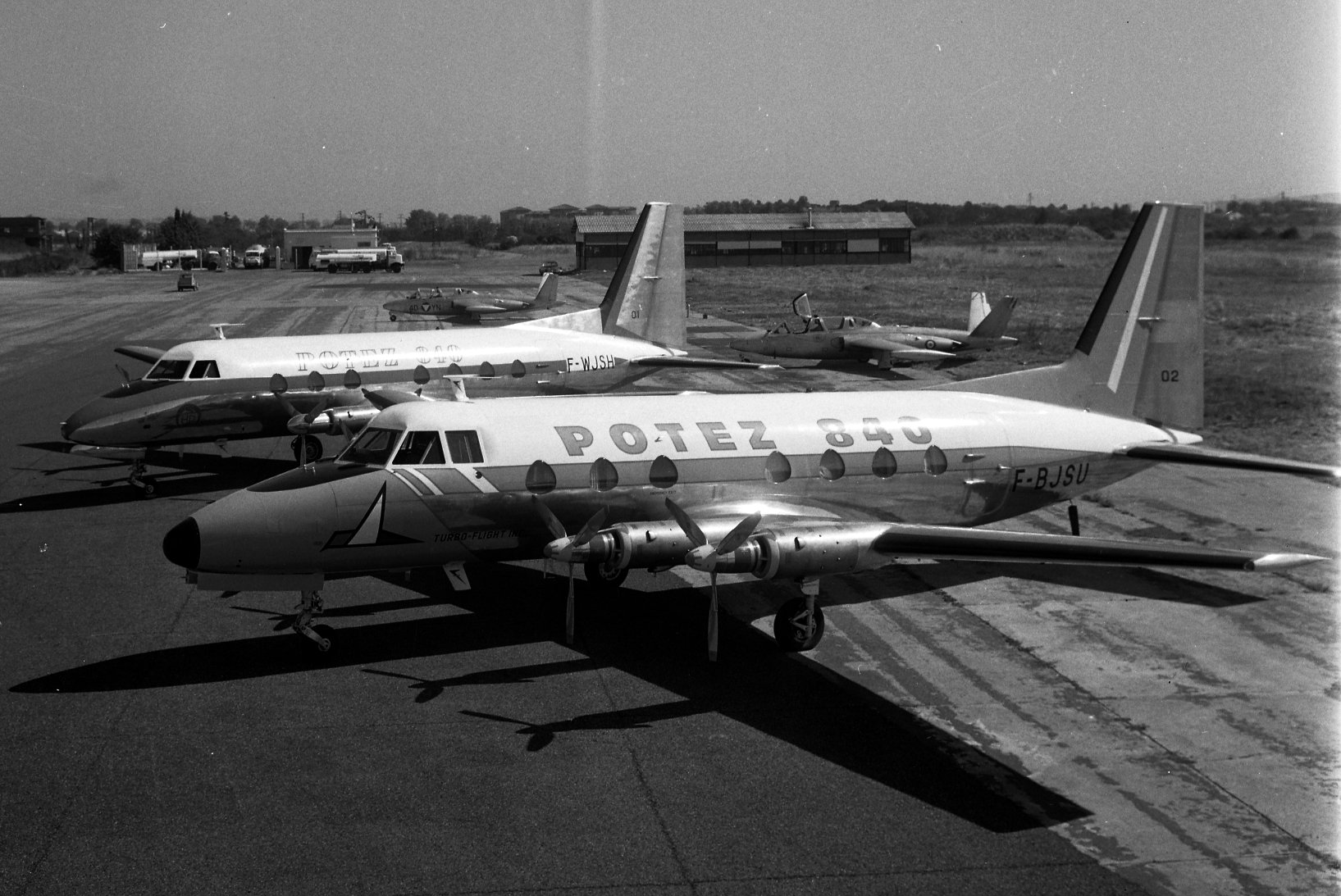
Les deux exemplaires du Potez 840, le 24 septembre 1962

Deux Potez 840 ont été immatriculés sur le registre français. Le no 01 portait l'immatriculation F-BJSH alors que le no 02 s'est vu attribuer l'immatriculation F-BJSU. Le premier et seul Potez 841 immatriculé au registre français est devenu F-BLKR. Le no 2 est quant à lui devenu D-CHEF pour appartenir à la chaîne allemande des grands magasins Hertie puis à une autre firme allemande. Vendu à une firme américaine en 1975, l'appareil a fini ses jours dans un parc à ferraille de Kansas City dès l'année suivante.
Un seul Potez 842 a figuré sur le registre français, le no 3 F-BNAN, utilisé par le Secrétariat général à l'aviation civile de 1965 à 1976. Le no 4 CN-MBC puis CN-ALL était un cadeau du Général de Gaulle à Sa Majesté Hassan II du Maroc. L'appareil était encore présent en 1990 à Rabat en voie de dépérissement.

## Exemplaires préservés

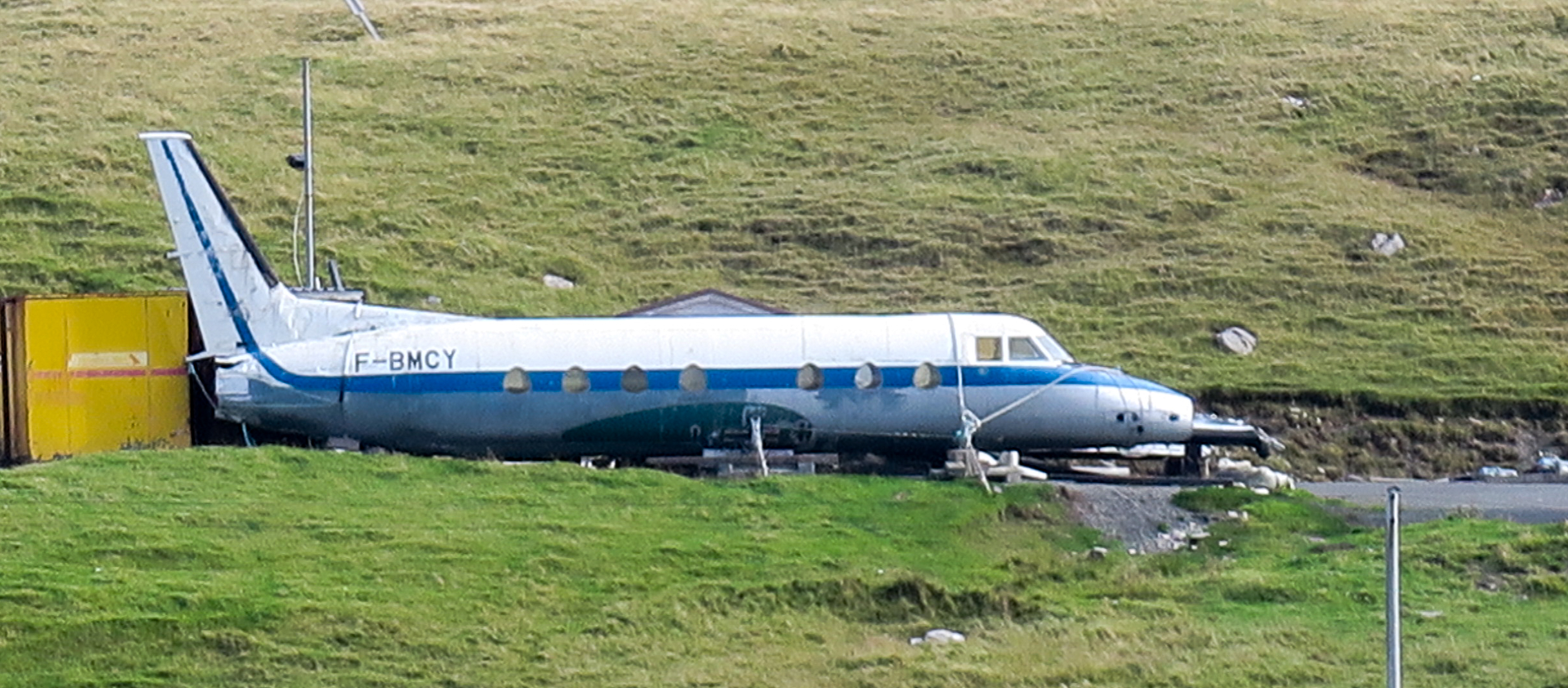
Le fuselage de F-BMCY en septembre 2016.

- Le fuselage intact du Potez 842 n°2, est entreposé dans un jardin privé des Shetland. Cet appareil, immatriculé F-BMCY, effectue un atterrissage sur le ventre à l’aéroport de Sumburgh - en mars 1981. Les moteurs et quelques pièces sont récupérés, puis l’appareil est abandonné. Vingt-six ans plus tard, à l’occasion d’un allongement de la piste, le fuselage est déplacé vers un jardin privé à North Roe, sur la presqu'île de Northmavine.
- L’exemplaire Potez 842 no 3 F-BNAN préservé au Musée de l'Air et de l'Espace au Bourget.
- L’exemplaire Potez 842 n°4 CN-ALL serait en cours de restauration en vue de son exposition dans un musée au Maroc, cet avion offert par le Général de Gaulle au roi Hassan II du Maroc à longtemps été laissé à l'abandon à Rabat.